# ساعت اسلحه
ساعت اسلحه (انگلیسی: Hour of the Gun) یک فیلم وسترن به کارگردانی جان استرجس محصول سال ۱۹۶۷ است.

## بازیگران
- جیمز گارنر
- جیسون روباردز
- رابرت رایان
- آلبر سلمی
- چارلز ایدمن
- ادوارد آنهالت
- فرانک کانورس
- جان ویت
- کارل سونسون
- لری گیتس
- مونتی مارکام
- ریچارد بول
- ویلیام شارلت
- ویلیام ویندام
- مایکل تلان
- لانی چپمن